# Burgernet

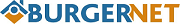
Burgernetlogo

Burgernet is een samenwerkingsverband van gemeenten, burgers en politie. Het systeem werd 1993 bedacht door een politieman uit de Nederlandse plaats Ridderkerk, voor het direct opsporen van zoekgeraakte kinderen, het vangen van criminelen (mogelijk op heterdaad), het vinden van verdwaalde ouderen en dergelijke.

## Burgernet in het kort
Burgernet is een samenwerkingsverband tussen burgers, gemeente en de politie om de veiligheid in woon- en werkomgeving te bevorderen. Hierbij wordt gebruikgemaakt van een telefonisch netwerk van inwoners en medewerkers van bedrijven uit de gemeente. Via een (telefonisch) communicatiesysteem kunnen burgers die zich hebben aangemeld, bij net gepleegde misdrijven of andere dringende gebeurtenissen, zoals een vermist kind of een incident in de buurt, direct worden geïnformeerd. Een aangemelde Burgernet‐deelnemer krijgt dan het verzoek uit te kijken naar de omschreven persoon en bij het zien dit direct aan de politie te melden, zodat deze gerichter kan zoeken.

## Werkwijze Burgernet
De centralist van de meldkamer van de politie start, na een melding van bijvoorbeeld een inbraak of een vermist kind, een Burgernetactie. Dit gebeurt op basis van een goede beschrijving van de gezochte persoon. De Burgernetdeelnemers krijgen een ingesproken bericht via de (mobiele) telefoon of een tekstbericht per SMS met het verzoek uit te kijken naar deze persoon of een voertuig. De deelnemers lezen of beluisteren het bericht. Als een deelnemer iets ziet dat overeenkomt met de omschrijving in het Burgernetbericht, dan kan hij rechtstreeks contact opnemen met de meldkamer via het (gratis) Burgernet actienummer 0800-0011. Met de informatie van de deelnemer(s) kan de centralist de politie/eenheden op straat gerichter aansturen. 
Na afloop van de Burgernetactie ontvangen alle bij de betreffende actie bereikte deelnemers een bericht met de resultaten ervan. De meeste acties worden binnen een uur beëindigd.

## Uitbreiding Burgernet

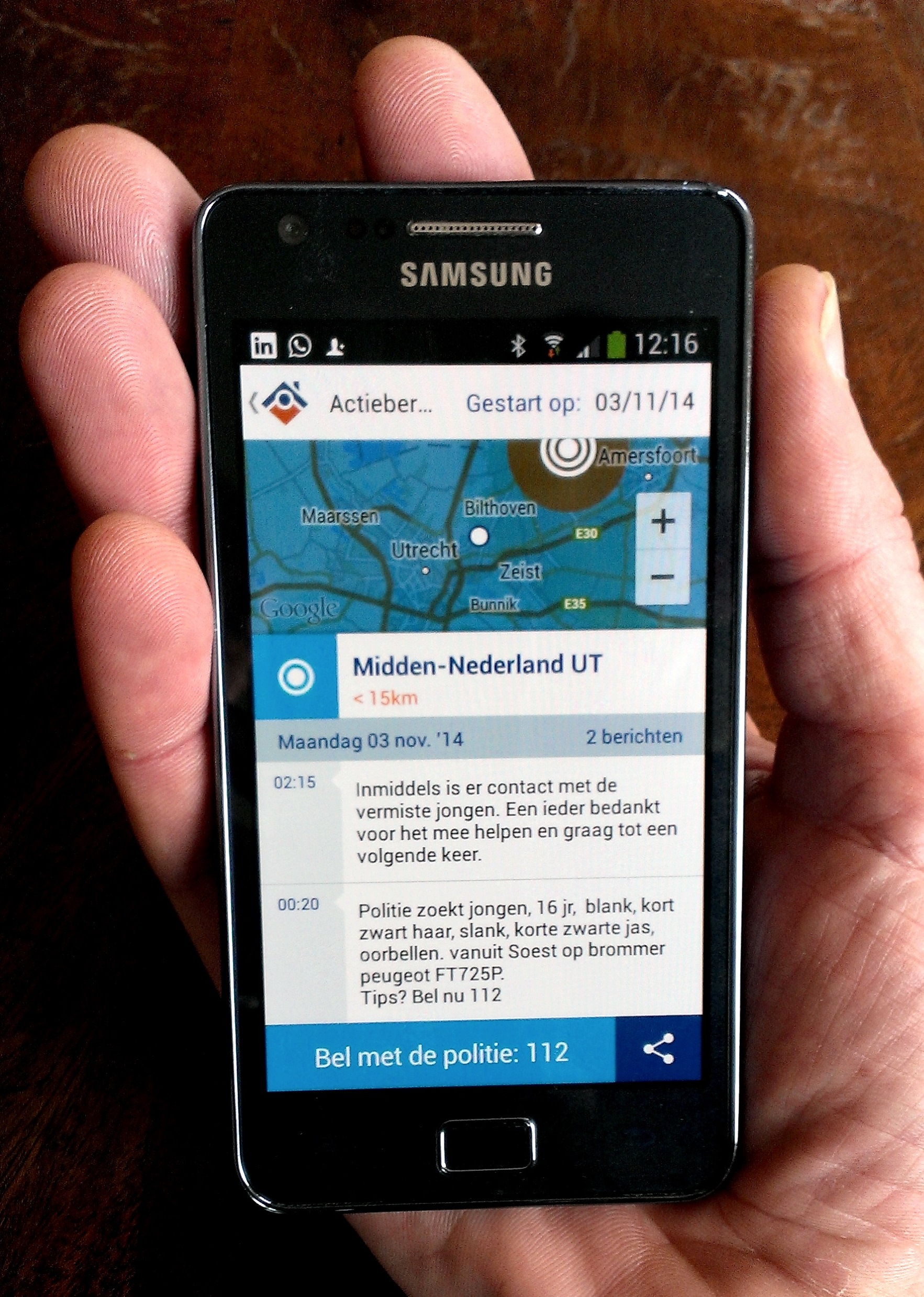
Burgernetapp (Android)

Het communicatiesysteem voor Burgernet, zoals tijdens het experiment in Nieuwegein is gebruikt, is door de jaren heen verder uitgebreid en verbeterd. Ook is het systeem gereed voor toekomstig gebruik door bijvoorbeeld de brandweer en geneeskundige hulpverlening bij ongevallen en rampen.
Sinds maart 2011 worden de Burgernet-actieberichten via een RSS-feed rechtstreeks aangeboden op socialemediakanalen.
In oktober 2013 werd de Burgernetapp gelanceerd. Deze maakt gebruik van de GPS-locatie van de telefoon om Burgernetacties door te sturen die op dat moment plaatsvinden in de directe omgeving van het toestel. Bij de Android-variant bepaalt het toestel zelf – op basis van de locatie van het toestel – of een Burgernetactie relevant is of niet. In de iOS-variant moet de gebruiker van tevoren zelf aangeven in welke gebieden hij Burgernetberichten wil ontvangen. Er worden geen locatiegegevens van de gebruiker opgeslagen.
In oktober 2014 werd de Burgernetmail beschikbaar gesteld aan de Nederlandse politie. Hiermee kan de politie een digitaal buurtonderzoek uitvoeren onder Burgernetdeelnemers, bijvoorbeeld na een woninginbraak. Er is ook een variant beschikbaar voor de gemeenten voor het versturen van berichten op het gebied van veiligheid en leefbaarheid.

## Achtergrond
Burgernet is ontstaan vanuit de overtuiging dat de pakkans (alleen) serieus kan worden verbeterd wanneer de politie burgers uit de betreffende omgeving direct informeert. Een toenmalige politieman uit Ridderkerk kwam op dit idee, nam het initiatief en heeft het vervolgens vanuit het korps Utrecht nader uitgewerkt. In mei 2004 is onder zijn leiding een experiment van een jaar gestart met Burgernet in de gemeente Nieuwegein. Doel was vast te stellen of het concept Burgernet geschikt was voor toepassing in geheel Nederland. In mei 2005 bleek uit een uitgebreid, onafhankelijk onderzoek onder bewoners van Nieuwegein, zowel deelnemers als niet-deelnemers, dat Burgernet zeer positief werd beoordeeld. Daarnaast bleek dat de deelnemers zichzelf veiliger voelden, alerter waren op hun woonomgeving en dat hun vertrouwen in de politie en gemeente was toegenomen. Voorafgaand aan het experiment was de verwachting dat 350 mensen zouden willen deelnemen. Dit bleken er na een wervingsbrief al ongeveer 1650 te zijn.
Naar aanleiding van het experiment besloot de regering in het voorjaar van 2006 in haar regeerakkoord om Burgernet landelijk uit te rollen. Een groot landelijk communicatiesysteem werd gebouwd, waarmee grote aantallen deelnemers gelijktijdig tijdens verschillende Burgernetacties konden worden geïnformeerd. Eind 2008 kon Burgernet worden uitgebreid naar de gemeenten Gouda, Ede, Leeuwarden, Dantumadeel, Delft, Breukelen en Maarsen (later gefuseerd tot Stichtse Vecht) en De Ronde Venen.
Eind 2009 kwam de landelijke uitrol in een stroomversnelling. Burgernet is inmiddels actief in alle politieregio's en in een groot aantal gemeenten. In november 2014 is Burgernet met meer dan 1.400.000 deelnemers actief in 402 gemeenten.

## Houding overheid
Het Burgernetconcept gaat uit van samenwerking van gemeente, politie en burgers. Ze dienen zich gelijkwaardige partners te voelen die gezamenlijk een optimale bijdrage leveren aan de veiligheid. Zij hebben ieder hun eigen rol en verantwoordelijkheid op het gebied van veiligheid. De gemeente is verantwoordelijk voor de integrale veiligheid(beleid), de politie voor de handhaving en opsporing. De burgers zijn (mede)verantwoordelijk voor hun eigen veiligheid en de veiligheid van hun leefomgeving. Burgernet kan voor een gemeente een middel zijn om praktische invulling te geven aan het bevorderen van de veiligheid in de wijken. Diverse onderzoeken hebben aangetoond dat burgers indien noodzakelijk een bijdrage willen leveren aan de veiligheid in hun woon- en werkomgeving. De landelijke en lokale overheden maken hier gebruik van en hebben Burgernet onderdeel gemaakt van het preventieproject ‘Veiligheid begint bij voorkomen’. De bedoeling is dat gemeente en politie beter met de bewoners samenwerken.

## Resultaten van de tweede Burgernetproef (juli 2009)
In 2009 is opnieuw geëxperimenteerd met het Burgernet-concept. Voorafgaande aan deze tweede proef is door een stuurgroep opnieuw een aantal doelstellingen gesteld waaraan Burgernet moest voldoen. Deze doelstellingen moesten bepalen op welke wijze Burgernet aan het hele land moest worden aangeboden. N.a.v. de eerdere proef in 2004-2005 was al door het toenmalige kabinet de conclusie getrokken dat het concept heel Nederland ingevoerd zou gaan worden. De tweede proef was bedoeld om diverse details rondom de invoering verder te onderzoeken.
Bij de afronding van deze proef van Burgernet waren er bijna 26.000 deelnemers. Gemiddeld heeft 4,6 % van de inwoners van de aangesloten gemeenten zich als deelnemer aangemeld (de doelstelling was 2,7%). Het aantal afmelders is zeer gering (minder dan 2% van de deelnemers). In alle deelnemende gemeenten heeft het inzetten van Burgernet tot aanhoudingen geleid en/of belangrijke informatie voor de opsporing opgeleverd. Het aantal acties in zes maanden bedroeg 192. In bijna 10% van die acties heeft informatie van een Burgernetdeelnemer bijgedragen aan het aanhouden van een verdachte dan wel het opsporen van een vermist persoon. Naast een bijdrage aan directe opsporing heeft Burgernet ook tot informatie voor de opsporing door recherchewerk geleid.
Het algemeen oordeel van deelnemers aan Burgernet aan het einde van de proef was buitengewoon positief, 92 % geeft het oordeel ‘goed tot zeer goed’.

## Invoering
De landelijke invoering van Burgernet bij alle politieregio's is inmiddels een feit en zal naar verwachting eind 2014 in vrijwel alle Nederlandse gemeenten zijn afgerond. Bijzonder is dat met Burgernet een zorgvuldige democratische weg wordt gevolgd. Ondanks het kabinetsbesluit, bepaalt iedere gemeente zelf of daar Burgernet wordt ingevoerd. Het aantal deelnemers was in december 2016 gestegen naar ruim 1,6 miljoen.

## Kritiek
GroenLinks in Nieuwegein is tegen Burgernet, omdat burgers die elkaar in de gaten houden en aangeven tot Big Brothertoestanden zou leiden. Een ingezondenbrievenschrijver schreef in het Utrechts Nieuwsblad dat het hem deed denken aan praktijken van de NSB in de Tweede Wereldoorlog. "We denken ook even aan de laatste effectieve burgermachten in Europa, die een heel volk gevangen hielden met gluren: de Securitate en de Stasi."
Begin 2010 plaatste strafrechtpsycholoog en hoogleraar professor Peter van Koppen vraagtekens bij het effect van Burgernet. Tegenover Vrij Nederland sprak hij zijn twijfel uit over de onderzoeksmethode die is gebruikt voor het beoordelen van het opsporingsrendement van Burgernet, voor een evaluatie die in de zomer van 2009 uitkwam. Omdat de beoordeling van het effect van de opsporing bij de politie is gelaten, zou deze niet betrouwbaar zijn.
Van Koppen wees ook op het ontbreken van een controlegroep in andere gemeentes, waarmee het opsporingsrendement van Burgernet vergeleken had moeten worden.
De strekking van het artikel in Vrij Nederland is dat er wel veel burgers mee willen werken aan Burgernet, maar dat het rendement voor de opsporing uit het onderzoek dat is gedaan door de Stichting Politie Maatschappij en Veiligheid niet duidelijk wordt. Vrij Nederland heeft voor dit feit bevestiging gekregen bij deelnemende partijen als Vereniging van Nederlandse Gemeenten en de Raad van Hoofdcommissarissen. Deze instanties blijven wel vertrouwen hebben in de toekomst van Burgernet. Ook de grondlegger van Burgernet heeft vertrouwen in een gestage toename van concrete resultaten, zeker wanneer de politie meer aandacht geeft aan de snelheid waarmee Burgernet ingezet wordt.